# Bufagina
La bufagina es un esteroide tóxico de fórmula C
24H
34O
5 que se obtiene a partir de la leche de sapo, una secreción ponzoñoza de las glándulas parotoides que se encuentran a los costados del cuello del sapo de gran tamaño Rhinella marina, sinonimia de Bufo marinus. El sapo produce esta secreción cuando se lo lastima, se lo asusta o se lo provoca. La bufagina se asemeja químicamente a los compuestos tóxicos de digitalis tanto en estructura química como en actividad fisiológica.
El término bufagina también se puede utilizar haciendo referencia a cualquiera de las sustancias químicamente similares que se hallan como componentes de la mezcla conocida como bufotoxina en secreciones de otros sapos, como así también de plantas y hongos.

## Historia
El descubrimiento de la bufagina tuvo lugar en el otoño de 1910, cuando John Jacob Abel y David I. Macht estaban investigando las propiedades de sustancias desconocidas producidas por un sapo tropical, el Bufo agua. Recogieron la "secreción lechosa" que sale a chorros de la glándula parotoide del sapo, glándula que se encuentra bajo el control del sistema nervioso central; mientras estaba fuertemente irritado. Observaron que la sustancia semifluida se secaba rápidamente en el aire y formaba escamas amarillas y duras que compartían una apariencia similar al veneno de serpiente seco. Después experimentar con el veneno, John Jacob Abel y David I. Macht encontraron que contenía epinefrina y una sustancia que fue descubierta en la secreción, a la que originalmente le dieron el nombre de "bufagina" debido a sus características similares a las de la digitalina. También analizaron cuantitativamente las cantidades de epinefrina y bufagina en el veneno, que mostró que presentaba 0,734 gramos de bufagina con respecto a 0,1 gramos de epinefrina.

## Química

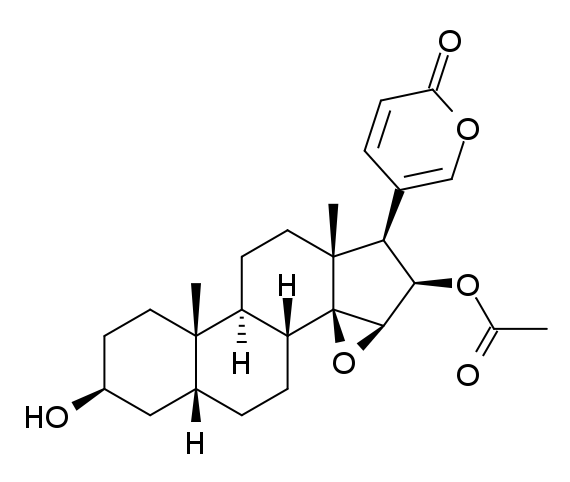
Cinobufagina

Las bufaginas son derivados de bufadienolida, es decir esteroides con un anillo lactona de seis miembros (α-pirona) unido al anillo D (el anillo de cinco miembros). La diferencia con los compuestos de digitalis es que estos últimos poseen una lactona de cinco miembros (α-furanona) con un átomo de carbono y un doble enlace menos.
Bufagnia en realidad es el nombre de una categoría de comopuestos perteneciente a la gran familia de las bufadienolidas. Existen al menos 86 miembros identificados de la familia de las bufaginas.. Algunos ejemplos de bufaginas son:
- Arenobufagina, del sapo argentino (Chaunus arenarum, sinónimo de Bufo arenarum);
- Bufotalina, del sapo de las cañas (Rhinella marina, sinónimo de Bufo marinus);
- Cinobufagina, del sapo de la Isla Chusan (Bufo gargarizans);
- Gamabufagina, sapo japonés (Bufo japonicus);
- Marinobufagina, del Bufo rubescens y Bufo marinus;
- Quercicobufagina, sapo del roble (Anaxyrus quercicus, sinónimo Bufo quercicus);
- Regularobufagina, del sapo reticulado (Amietophrynus regularis, sinónimo Bufo regularis);
- Vallicepobufagina, sapo de la costa del golfo (Incilius valliceps, sinónimo de Bufo valliceps);
- Viridibufagina, del sapo verde europeo (Bufo viridis)

Estas bufaginas, y especialmente la cinobufagina y sus derivados, han despertado interés a ser evaluados como potenciales drogas antitumorales.